# Jana Dukátová

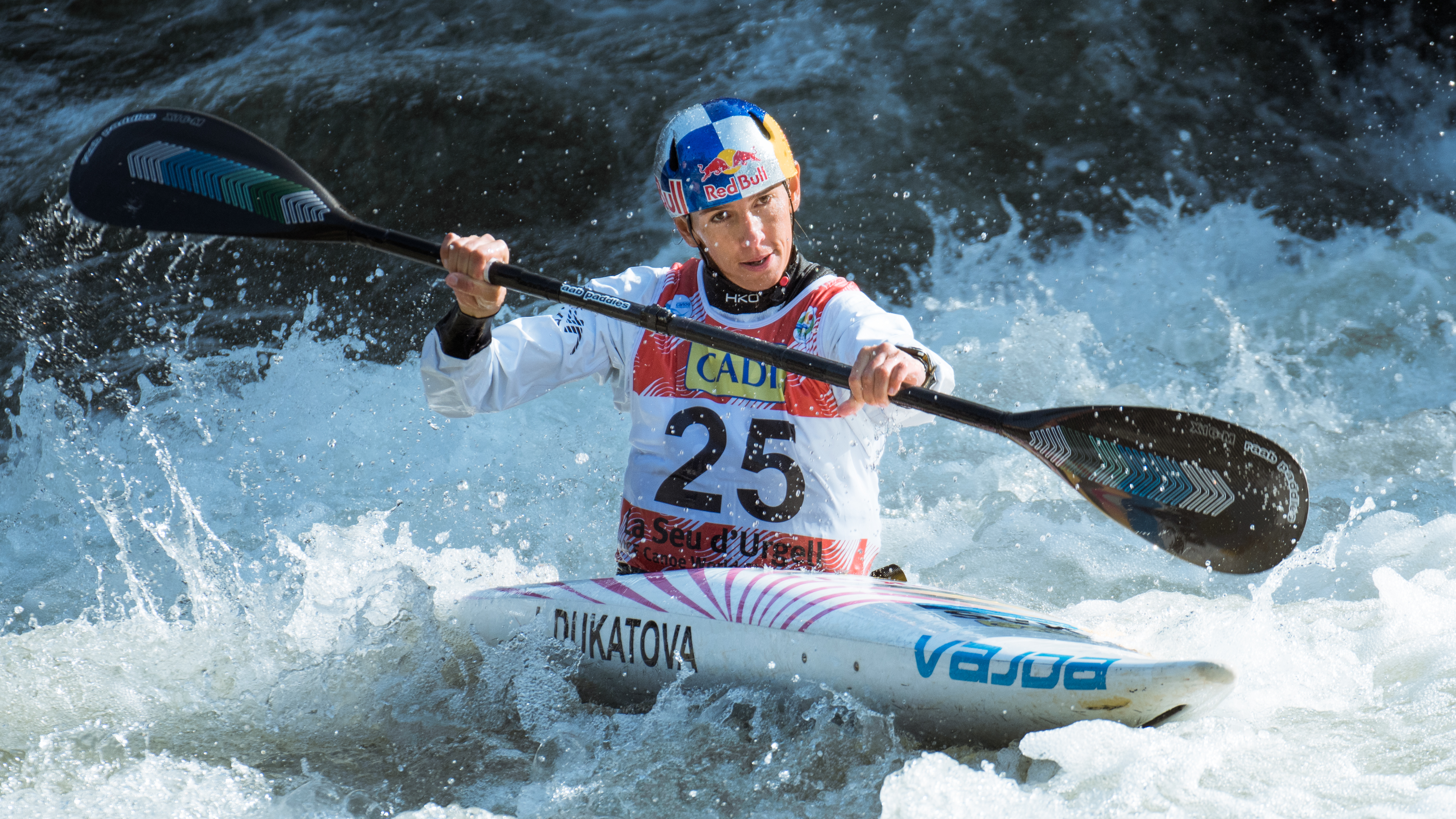
Jana Dukátová (La Seu d'Urgell 2019)

Jana Dukátová est une kayakiste slovaque née le 13 juin 1983 à Bratislava.

## Carrière
Jana Dukátová remporte la médaille d'or des Championnats du monde de slalom (canoë-kayak) 2006 à Prague dans l'épreuve de kayak monoplace.
En 2009, la Slovaque se classe troisième en kayak par équipe lors des Championnats du monde à La Seu d'Urgell (Espagne). Elle obtient aussi une sixième place en kayak monoplace. La même année, elle participe aux Championnats d'Europe de slalom (canoë-kayak) 2009 à Nottinghamshire (Royaume-Uni) et remporte une médaille d'argent en kayak par équipe et une sixième neuvième place en kayak monoplace.
Jana Dukátová remporte la médaille d'argent lors des Championnats d'Europe de slalom (canoë-kayak) 2010 à Čunovo (Slovaquie) en canoë monoplace, ainsi que deux médailles d'or en kayak monoplace et par équipe. 
Elle termine sixième en kayak monoplace aux Jeux olympiques d'été de 2012.

## Palmarès

### Championnats du monde de canoë-kayak slalom
- 2006 à Prague,  Brésil
  -  Médaille d'or en K1
- 2009 à La Seu d'Urgell,  Espagne
  -  Médaille d'argent en équipe 3xK1
- 2010 à Tacen,  Slovénie
  -  Médaille d'or en C1
  -  Médaille d'argent en K1
- 2011 à Bratislava,  Slovaquie
  -  Médaille d'or en équipe 3xK1
  -  Médaille d'argent en K1

### Championnats d'Europe de canoë-kayak slalom
- 2005 à Tacen,  Slovénie
  -  Médaille d'or en relais 3xK1
- 2006 à L'Argentière-la-Bessée,  France
  -  Médaille d'or en relais 3xK1
- 2007 à Liptovský Mikuláš,  Slovaquie
  -  Médaille d'argent en relais 3xK1
- 2008 à Cracovie  Pologne
  -  Médaille d'argent en relais 3xK1
- 2009 à Nottingham,  Royaume-Uni
  -  Médaille d'argent en équipe 3xK1
- 2010 à Bratislava,  Slovaquie
  -  Médaille d'or en K1
  -  Médaille d'argent en C1
  -  Médaille de bronze en équipe 3xK1
- 2011 à La Seu d'Urgell,  Espagne
  -  Médaille d'argent en K1
  -  Médaille de bronze en équipe 3xK1
- 2012 à Augsbourg,  Allemagne
  -  Médaille de bronze en équipe 3xK1